# Filmfare Awards (1983)
30-я церемония награждения Filmfare Awards прошла в городе Бомбей 25 сентября 1983 года. На ней были отмечены лучшие киноработы на хинди, вышедшие в прокат до конца 1982 года.

## Список лауреатов и номинантов

### Основные премии
| Категории                         | Фото лауреатов   | Лауреаты и номинанты                                            | Фильмы                                                          | Роли                                                            |
| --------------------------------- | ---------------- | --------------------------------------------------------------- | --------------------------------------------------------------- | --------------------------------------------------------------- |
| Лучший фильм                      | Лучший фильм     | • «В поисках счастья» (реж. Сагар Сархади, прод. Виджай Талвар) | • «В поисках счастья» (реж. Сагар Сархади, прод. Виджай Талвар) | • «В поисках счастья» (реж. Сагар Сархади, прод. Виджай Талвар) |
| Лучший фильм                      | Лучший фильм     | • «Развод» (реж. и прод. Б. Р. Чопра)                           |                                                                 |                                                                 |
| Лучший фильм                      | Лучший фильм     | • «Любовный недуг» (реж. и прод. Радж Капур)                    |                                                                 |                                                                 |
| Лучший фильм                      | Лучший фильм     | • «Шакти» (реж. Рамеш Сиппи, прод. Мушир Алам, Мохаммад Риаз)   |                                                                 |                                                                 |
| Лучший фильм                      | Лучший фильм     | • «Vidhaata» (реж. Субхаш Гхай, прод. Гулшан Рай)               |                                                                 |                                                                 |
| Лучшая режиссёрская работа        |                  | • Б. Р. Чопра                                                   | «Развод»                                                        | «Развод»                                                        |
| Лучшая режиссёрская работа        | • Радж Капур     | «Любовный недуг»                                                | «Любовный недуг»                                                |                                                                 |
| Лучшая режиссёрская работа        | • Рамеш Сиппи    | «Шакти»                                                         | «Шакти»                                                         |                                                                 |
| Лучшая режиссёрская работа        | • Сагар Сархади  | «В поисках счастья»                                             | «В поисках счастья»                                             |                                                                 |
| Лучшая режиссёрская работа        | • Субхаш Гхай    | «Vidhaata»                                                      | «Vidhaata»                                                      |                                                                 |
| Лучшая мужская роль               |                  | • Амитабх Баччан                                                | «Bemisal»                                                       | доктор Судхир Рой, его брат Адхир Рой                           |
| Лучшая мужская роль               | • Амитабх Баччан | «Преданный слуга»                                               | Арджун Сингх                                                    |                                                                 |
| Лучшая мужская роль               | • Амитабх Баччан | «Шакти»                                                         | Виджай Кумар                                                    |                                                                 |
| Лучшая мужская роль               | • Дилип Кумар    | «Шакти»                                                         | заместитель комиссара Ашвини Кумар                              |                                                                 |
| Лучшая мужская роль               | • Насируддин Шах | «В поисках счастья»                                             | Салим                                                           |                                                                 |
| Лучшая мужская роль               | • Риши Капур     | «Любовный недуг»                                                | Девхар «Дэв»                                                    |                                                                 |
| Лучшая мужская роль               | • Санджив Кумар  | «Angoor»                                                        | Ашок Тилак (два брата с одним именем)                           |                                                                 |
| Лучшая женская роль               |                  | • Падмини Колхапуре                                             | «Любовный недуг»                                                | Манорама                                                        |
| Лучшая женская роль               | • Ракхи          | «Шакти»                                                         | Шитал Кумар                                                     |                                                                 |
| Лучшая женская роль               | • Ракхи          | «Jeevan Dhaara»                                                 | Сангита Шривастав                                               |                                                                 |
| Лучшая женская роль               | • Салма Агха     | «Развод»                                                        | Нилофар Бано, Хабиба Шабнам Рехмани                             |                                                                 |
| Лучшая женская роль               | • Смита Патиль   | «В поисках счастья»                                             | Наджма                                                          |                                                                 |
| Лучшая мужская роль второго плана |                  | • Гириш Карнад                                                  | «Teri Kasam»                                                    | Ракеш                                                           |
| Лучшая мужская роль второго плана | • Санджив Кумар  | «Vidhaata»                                                      | Абу Баба                                                        |                                                                 |
| Лучшая мужская роль второго плана | • Шамми Капур    | «Vidhaata»                                                      | Гурбакш                                                         |                                                                 |
| Лучшая мужская роль второго плана | • Шаши Капур     | «Преданный слуга»                                               | Раджа                                                           |                                                                 |
| Лучшая мужская роль второго плана | • Винод Мехра    | «Bemisal»                                                       | доктор Прашант Чатурведи                                        |                                                                 |
| Лучшая женская роль второго плана |                  | • Киран Вайрале                                                 | «Namkeen»                                                       | Чинки                                                           |
| Лучшая женская роль второго плана | • Нанда          | «Любовный недуг»                                                | Чхоти Маа                                                       |                                                                 |
| Лучшая женская роль второго плана | • Ранджита       | «Teri Kasam»                                                    | Шанти                                                           |                                                                 |
| Лучшая женская роль второго плана | • Суприя Патхак  | «В поисках счастья»                                             | Шабнам                                                          |                                                                 |
| Лучшая женская роль второго плана | • Вахида Рехман  | «Namkeen»                                                       | Джоти                                                           |                                                                 |
| Лучшее исполнение комической роли |                  | • Ашок Кумар                                                    | «Бес в ребро»                                                   | Ом Пракаш Чаудхари                                              |
| Лучшее исполнение комической роли | • Девен Варма    | «Angoor»                                                        | Бахадур (2 близнеца с одинаковым именем)                        |                                                                 |
| Лучшее исполнение комической роли | • Джагдип        | «Ghazab»                                                        | Салим                                                           |                                                                 |
| Лучшее исполнение комической роли | • Мехмуд         | «Три брата»                                                     | Джагган                                                         |                                                                 |
| Лучшее исполнение комической роли | • Утпал Датт     | «Бес в ребро»                                                   | Джагдиш Бхай                                                    |                                                                 |
| Лучший сюжет                      |                  | • Ачала Нагар                                                   | «Развод»                                                        | «Развод»                                                        |
| Лучший сюжет                      | • Камна Чандра   | «Любовный недуг»                                                | «Любовный недуг»                                                |                                                                 |
| Лучший сюжет                      | • Сагар Сархади  | «В поисках счастья»                                             | «В поисках счастья»                                             |                                                                 |
| Лучший сюжет                      | • Салим-Джавед   | «Шакти»                                                         | «Шакти»                                                         |                                                                 |
| Лучший сюжет                      | • Самареш Басу   | «Namkeen»                                                       | «Namkeen»                                                       |                                                                 |

### Музыкальные премии
| Категории                       | Фото лауреатов        | Лауреаты и номинанты       | Фильмы                     | Песни                     |
| ------------------------------- | --------------------- | -------------------------- | -------------------------- | ------------------------- |
| Лучшая музыка к песне           |                       | • Баппи Лахири             | «Преданный слуга»          | «Преданный слуга»         |
| Лучшая музыка к песне           | • Хайям               | «В поисках счастья»        | «В поисках счастья»        |                           |
| Лучшая музыка к песне           | • Лаксмикант-Пьярелал | «Любовный недуг»           | «Любовный недуг»           |                           |
| Лучшая музыка к песне           | • Рави                | «Развод»                   | «Развод»                   |                           |
| Лучшая музыка к песне           | • Р. Д. Бурман        | «Клянусь тебе, любовь моя» | «Клянусь тебе, любовь моя» |                           |
| Лучшие слова к песне            |                       | • Анжан и Пракаш Мехра     | «Преданный слуга»          | «Pag Ghungroo»            |
| Лучшие слова к песне            | • Амир Кызылбаш       | «Любовный недуг»           | «Meri Kismat»              |                           |
| Лучшие слова к песне            | • Хасан Камал         | «Развод»                   | «Dil Ke Armaan»            |                           |
| Лучшие слова к песне            | • Хасан Камал         | «Развод»                   | «Dil Ki Yeh Arzo»          |                           |
| Лучшие слова к песне            | • Сантош Ананд        | «Любовный недуг»           | «Mohabbat Hai Kya Cheez»   |                           |
| Лучший мужской закадровый вокал |                       | • Амит Кумар               | «Teri Kasam»               | «Yeh Zameen Gaa Rahi Hai» |
| Лучший мужской закадровый вокал | • Кишор Кумар         | «Преданный слуга»          | «Pag Ghungroo Baje»        |                           |
| Лучший мужской закадровый вокал | • Суреш Вадкар        | «Любовный недуг»           | «Meri Kismat Tu»           |                           |
| Лучший мужской закадровый вокал | • Суреш Вадкар        | «Любовный недуг»           | «Mein Hoon Prem Rogi»      |                           |
| Лучший женский закадровый вокал |                       | • Анурадха Паудвал         | «Yeh Nazdeekiyan»          | «Maine Ek Geet Likha Hai» |
| Лучший женский закадровый вокал | • Назия Хассан        | «Звезда»                   | «Boom Boom»                |                           |
| Лучший женский закадровый вокал | • Салма Агха          | «Развод»                   | «Pyar Bhi Hai Jawan»       |                           |
| Лучший женский закадровый вокал | • Салма Агха          | «Развод»                   | «Dil Ki Yeh Arzo»          |                           |
| Лучший женский закадровый вокал | • Салма Агха          | «Развод»                   | «Dil Ke Armaan»            |                           |

### Премии критиков
| Категории                   | Фильмы-лауреаты                                                   |
| --------------------------- | ----------------------------------------------------------------- |
| Лучший художественный фильм | • «Необдуманный шаг» (реж. Шекхар Капур, прод. Чанда и Деви Датт) |
| Лучший документальный фильм | • «Experience India» (реж. Зафар Хай)                             |

### Технические премии
| Категории                            | Лауреаты           | Фильмы           |
| ------------------------------------ | ------------------ | ---------------- |
| Лучший диалог                        | • Ачала Нагар      | «Развод»         |
| Лучший сценарий                      | • Салим-Джавед     | «Шакти»          |
| Лучший монтаж                        | • Радж Капур       | «Любовный недуг» |
| Лучшая операторская работа           | • Джайвант Патхаре | «Bemisal»        |
| Лучшая работа художника-постановщика | • Аджит Банерджи   | «Namkeen»        |
| Лучший звук                          | • П. Харикишан     | «Шакти»          |

## Наибольшее количество номинаций и побед
- «Любовный недуг» – 12 (4)
- «Развод» – 11 (2)
- «Шакти» – 8 (4)
- «В поисках счастья» – 7 (1)
- «Преданный слуга» – 5 (1)